# Vista (Califórnia)
Vista é uma cidade localizada no estado americano da Califórnia, no condado de San Diego. Foi incorporada em 28 de janeiro de 1963.

## Geografia
De acordo com o United States Census Bureau, a cidade tem uma área de 48,4 km², onde todos os 48,4 km² estão cobertos por terra.

### Localidades na vizinhança
O diagrama seguinte representa as localidades num raio de 16 km ao redor de Vista.

## Demografia
Segundo o censo nacional de 2010, a sua população é de 93 834 habitantes e sua densidade populacional é de 1 939,48 hab/km². Possui 30 986 residências, que resulta em uma densidade de 640,46 residências/km².